# Grito de Ascencio
Ao produzir-se a Revolução de Maio em Buenos Aires, a Banda Oriental permaneceu, fiel ao governo espanhol que trasladou sua base regional para Montevidéu. Entre o povo, especialmente rural, começou a surgir um movimento revolucionário. Em 27 de fevereiro de 1811, se reuniu um contingente de revolucionários nas imediações do arroio Asencio, no atual Soriano. Estavam encabeçados por Pedro José Vieira ( Perico El Bailarín) e Venâncio Benavides. Desde lá conduziram as primeiras ações revolucionárias tomando, no dia seguinte, Mercedes e Santo Domingo de Soriano. Na história nacional do Uruguai chama-se de Grito de Asencio para comemorar os fatos de 27 de fevereiro de 1811.
O movimento receberia um forte impulso com a incorporação de José Gervasio Artigas que prontamente se converteria no líder da revolução no litoral rioplatense.